# Joppa munerator
Joppa munerator är en stekelart som först beskrevs av Olivier 1792.  Joppa munerator ingår i släktet Joppa och familjen brokparasitsteklar. Inga underarter finns listade i Catalogue of Life.